# オニバス
オニバス（鬼蓮、学名: Euryale ferox）は、スイレン科に属する一年生水草の一種である。水底の地下茎から葉柄を伸ばし、夏ごろに巨大な葉を水面に広げる。葉の表面には不規則なシワが入っており、葉の両面や葉柄にはトゲが生えている（図1）。夏に紫色の花を水上につけるが、開花しない閉鎖花を水中に多くつける。
本種のみでオニバス属（Euryale）を構成する。名に「ハス (バス)」とあるが、ハス（ハス科）とは遠縁である。また葉が大型で葉や葉柄に大きなトゲが生えていることから、「オニ」の名が付けられた。ミズブキやハリバスなどともよばれる（和名欄参照）。

## 特徴
一年生の水生植物であり、水底の地下茎から根を張り、また地下茎から葉を伸ばしている。地下茎は太く短い塊状であり、直径4–5ミリメートル (mm) の太い根が束生している。芽生えの初期の葉は水面には出ない沈水葉であり、長さ4–10センチメートル (cm)、針状から矢じり形、ほこ形となり、トゲはない。初期の浮水葉は長楕円形で基部に切れ込みがあるが、後期の浮水葉は円形で長い葉柄が葉身の中心付近について楯状となる。葉柄には多数のトゲがある。浮水葉の葉身の直径は0.3–1.5メートル (m) ほどになり、さらに直径 2.6 m の記録もある。浮水葉の葉身の質は硬いがもろく、水中からつぼみが水上にでる際にはその部分の葉身が破れる（下図3a）。大きな浮水葉の表面は光沢があり、著しいシワと葉脈上のトゲがある（下図2a, b）。浮水葉の裏面は濃紫色、葉脈が隆起して網目状になり、トゲがある（下図2c）。
花は地下茎から生じた長い花柄の先端に1個ずつつく。日本では6–10月に開花しない閉鎖花を水中に多くつけ、自家受粉して果実となる。7−9月には水上に直径 4–5 cm の開放花をつける（閉鎖花より少ない）（下図3a）。開放花は日中に開花し、夜に閉じる。閉鎖花と開放花は基本的に同じ構造をしている。萼片は4枚、背面は緑色でトゲがあり、長さ 1−3 cm、宿存性。花弁は多数、萼片より小さく、外側の花弁は紫色だが内側の花弁は白色（下図3a）。雄しべも多数、内向葯をもつ。心皮は7–16個、合着して1個の雌しべを構成する。子房下位で子房表面にはトゲが密生する（下図3a）。子房は心皮数の部屋の分かれており、面生胎座。柱頭は凹盤状であり、偽柱頭はない。開放花の結実率は低い。
果実は液果状で球形から楕円形、5–13 × 5–10 cm、トゲで覆われている（上図3b）。不規則に裂開し、多数の種子を散布する。種子は球形、直径 6–10 mm、種皮は顕著なシワをもつものから平滑なものまである。種子は淡紅色の斑点がある肉質の仮種皮に覆われ、しばらく浮遊した後に水底に沈む。種子は翌年発芽するものもあるが、数年から数十年休眠してから発芽することもある。また冬季に水が干上がって種子が直接空気にふれる等の刺激が加わることで発芽が促されることも知られており、そのために自生地の状態によってはオニバスが多数見られる年と見られない年ができることがある。染色体数は 2n = 58。

## 分布・生態

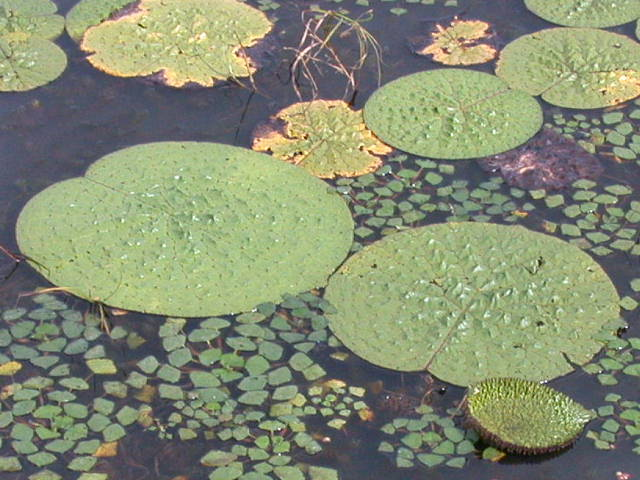
4. ヒシ類と混生するオニバス

東アジアから南アジアにかけて（日本、韓国、中国、台湾、ミャンマー、バングラデシュ、インドなど）分布している。日本では本州、四国、九州に広く生息していたが、環境改変にともなう減少が著しい（下記参照）。かつて宮城県が日本での北限だったが絶滅してしまい、2020年現在では新潟県新潟市北区が北限となっている。
平地にあるやや富栄養の湖沼や、流れの緩やかな河川や水路に生育する。堀や農業用ため池のような人工的な池にも生える。ヒシ（ミソハギ科）などとともに生えることが多い（図4）。古くは普通種であったが激減し、下記のように日本では絶滅が危惧されている。
自家和合性があり、閉鎖花は自家受粉のみを行うが、開放花も開花時にはふつう自家受粉をしている。

## 保全状況評価
絶滅危惧II類 (VU)（環境省レッドリスト）
日本では、環境の悪化や埋め立て、河川改修などによってオニバスの自生地の消滅が相次ぎ、絶滅が危惧されている。日本全体としてはオニバスは絶滅危惧II類に指定されている。また下記のように各道府県でも絶滅危惧種に指定され、また既に絶滅した地域もある。以下は2020年現在の各都道府県におけるレッドデータブックの統一カテゴリ名での危急度を示している（※埼玉県・東京都では、季節や地域によって指定カテゴリが異なるが、下表では埼玉県は全県のカテゴリ、東京都では最も危惧度の高いカテゴリを示している）。
- 絶滅種: 宮城県、東京都※
- 絶滅危惧I類: 茨城県、栃木県、群馬県、埼玉県※、千葉県、富山県、愛知県、岐阜県、三重県、滋賀県、京都府、奈良県、和歌山県、島根県、広島県、徳島県、福岡県、佐賀県、熊本県、宮崎県、鹿児島県
- 絶滅危惧II類: 新潟県、静岡県、大阪府、兵庫県、岡山県、香川県、大分県
- 情報不足: 石川県

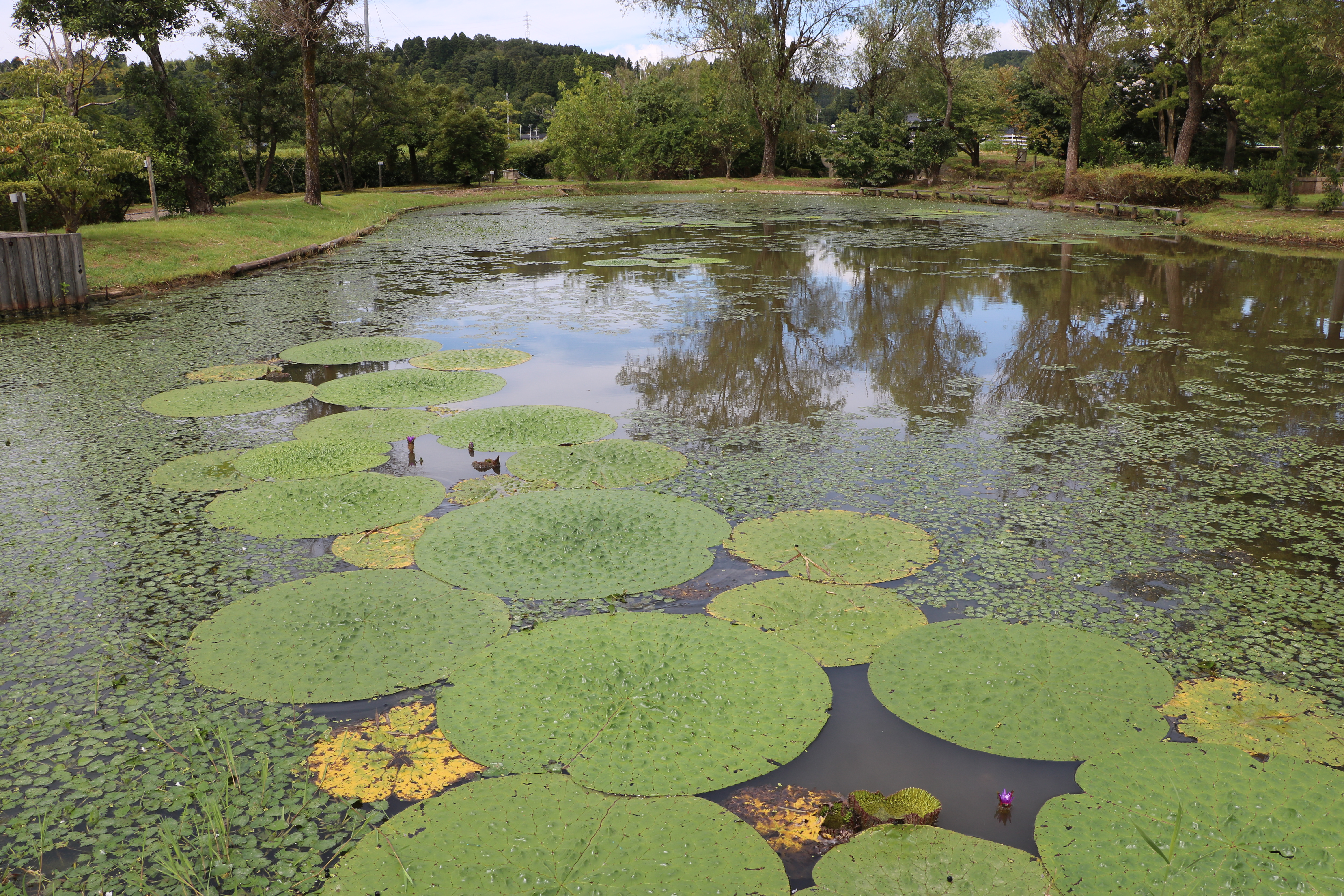
5. 十二町潟オニバス発生地（富山県氷見市）

富山県氷見市の「十二町潟オニバス発生地」は1923年（大正12年）に国の天然記念物に指定されたが、1979年以降にオニバスは姿を消してしまった。その後、潟内の浚渫やガマ刈りを行い、近隣地域では自生が確認されたが、天然記念物指定地域ではいまだ復活はしていない（2020年現在）。そのため復活を目指した環境整備や移植が行われている（図5）。また氷見市以外でも、各地の自治体によって天然記念物指定を受けているオニバス自生地は多い。

## 人間との関わり
日本では古くから知られており、『枕草子』では見た目が恐ろしげなものとしてオニバスが「みずふぶき (水蕗)」の名で挙げられている。
中国やインドでは種子を食用としており、そのための栽培をしていることもある（図6）。また果実や若い葉柄なども食用とされることがある。
種子は芡実（）ともよばれ、滋養・強壮や鎮痛のための生薬として用いられることがある。

## 系統と分類

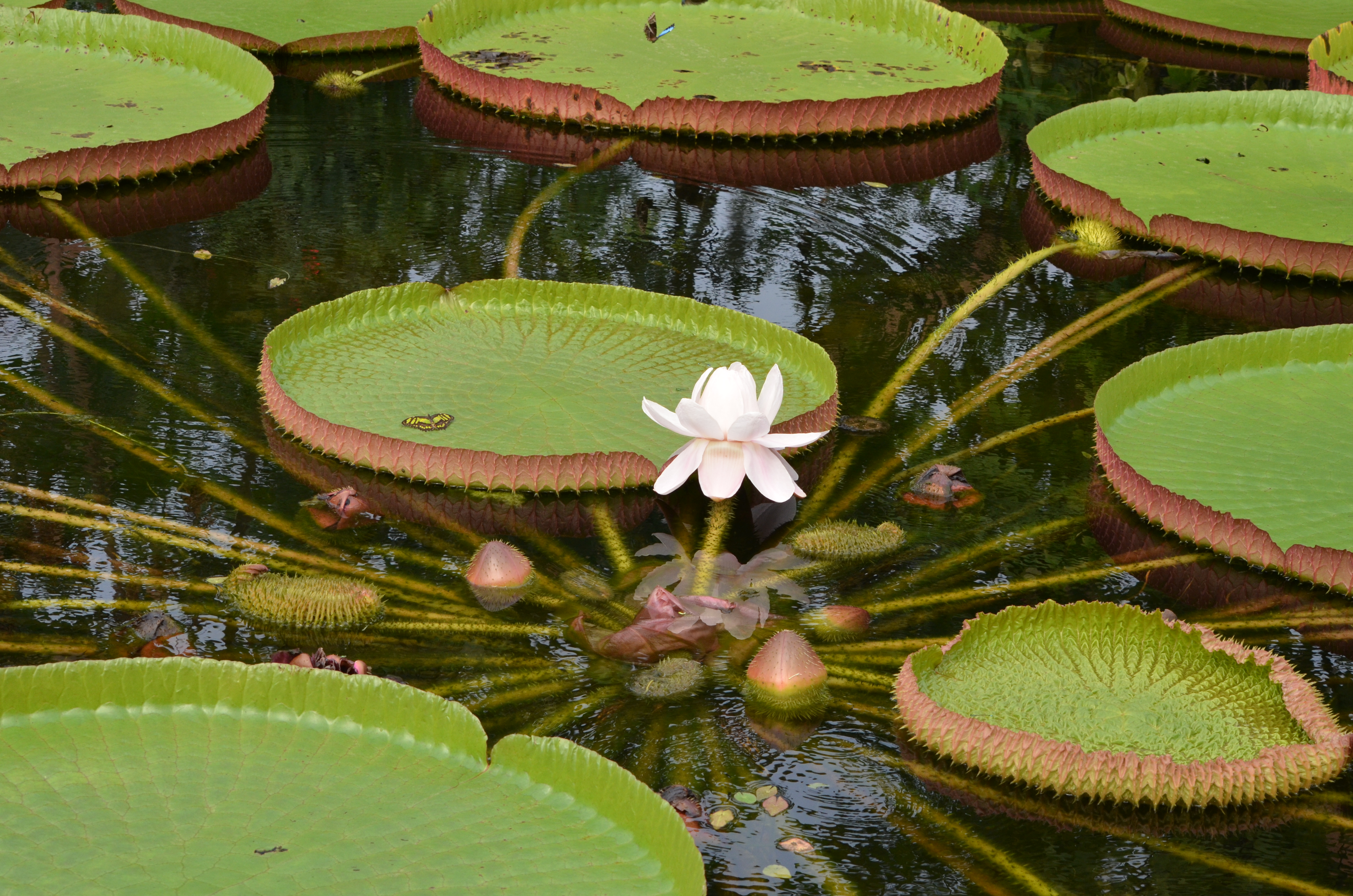
7. オオオニバス

オニバスは、オニバス属の唯一の種である。オニバスと同様に巨大な浮水葉をもつことで知られ、子供を乗せた写真で知られている植物は南米に生育するオオオニバス属 (Victoria) である。オニバスとは異なり、オオオニバス属の葉は縁が立ち上がって「たらい状」になっており、また直径数十cmになる大きな花をつける（図7）。
オニバス属とオオオニバス属は近縁であり、両属は姉妹群の関係にある。この系統群（オニバス属 + オオオニバス属）は明らかにスイレン科に含まれるが、古くはオニバス科 (Euryalaceae) として分けられたこともある。
また分子系統学的研究からは、オニバス属 + オオオニバス属の系統群がスイレン属の中に含まれることが示唆されている。そのため、分類学的にオニバス属とオオオニバス属の種をスイレン属に移すことも提唱されている。